# Ronde van het Groene Hart 2009
De Eneco Ronde van het Groene Hart 2009 werd gehouden op zondag 22 maart tussen Zoetermeer en Woerden in Nederland. Na 203 kilometer eindigde deze wielerwedstrijd in een sprint die gewonnen werd door de Belg Geert Omloop, voor Graeme Brown en Aart Vierhouten. De drie maakten deel uit van een groep van zeven renners, waar ook Förster, Müller, Traksel en Westra deel van uit maakten.
Deze editie is op een na laatste editie van de wielerwedstrijd, die na 2010 zou ophouden te bestaan door het gebrek aan sponsors. 

## Uitslag
| Plaats | Renner          | Land      | Ploeg             | Tijd       |
| ------ | --------------- | --------- | ----------------- | ---------- |
| 1.     | Geert Omloop    | België    | Palmans Cras      | 4u 30' 43" |
| 2.     | Graeme Brown    | Australië | Rabobank Pro Team | +0'03"     |
| 3.     | Aart Vierhouten | Nederland | Vacansoleil       | z.t.       |
| 4.     | Robert Förster  | Duitsland | Milram            | z.t.       |
| 5.     | Bobbie Traksel  | Nederland | Vacansoleil       | z.t.       |
| 6.     | Lieuwe Westra   | Nederland | Vacansoleil       | +0'05"     |
| 7.     | Martin Müller   | Duitsland | Milram            | +0'07"     |
| 8.     | Jens Mouris     | Nederland | Vacansoleil       | +1'32"     |
| 9.     | Wim Stroetinga  | Nederland | Milram            | +1'36"     |
| 10.    | Wouter Mol      | Nederland | Vacansoleil       | z.t.       |